# 김승규 (법조인)
김승규(金昇圭, 1944년 7월 20일 ~ 전남 광양)는 대한민국의 정치가, 변호사 및 판사를 지낸 그의 종교는 개신교(독립교단)이다.
그는 순천에 있는 순천매산고등학교를 졸업하고, 서울대학교 법학과에서 학사 학위를 받았다. 1970년 제12회 사법시험에 합격하여 검사로 활동하였고 2001년에는 법무부 차관을 지냈다. 퇴직 후에는 법무부장관과 국정원장을 역임하였다.

## 출신 학교
- 순천매산고등학교
- 서울대학교 법학과 학사

## 경력
- 1970년: 제12회 사법시험 합격
- 1972년 2월: 제2기 사법연수원
- 1972년 ~ 1975년: 공군법무관(대위전역)
- 1975년 ~ 1978년: 광주지방검찰청 검사
- 1978년 ~ 1980년: 광주지방검찰청 목포지청 검사
- 1980년 ~ 1983년: 인천지방검찰청 검사
- 1983년 ~ 1985년: 서울중앙지방검찰청 검사
- 1985년 ~ 1986년: 광주지방검찰청 해남지청장(고등검찰관)
- 1986년 ~ 1987년: 제주지방검찰청 차장검사
- 1987년 ~ 1988년: 광주지방검찰청 형사2부 부장
- 1988년 ~ 1990년: 법무부 보호과장(부장검사)
- 1990년 ~ 1992년 8월: 서울지검 남부지청 형사제3부장검사
- 1992년 8월 ~ 1993년 3월: 서울중앙지방검찰청 형사5부 부장
- 1993년: 광주지방검찰청 목포지청 청장
- 1994년: 수원지방검찰청 차장검사
- 1995년: 서울중앙지방검찰청 남부지청장
- 1997년: 대전고등검찰청 차장검사
- 1998년: 대검찰청 감찰부장
- 1999년: 수원지방검찰청 검사장
- 2001년: 법무부 차관
- 2002년: 대검찰청 차장검사
- 2002년: 부산고등검찰청 검사장
- 2003년 3월 ~ 2004년 7월: 법무법인 로고스 대표변호사
- 2004년 7월 ~ 2005년 6월: 법무부 장관
- 2005년 7월 ~ 2006년 11월: 국가정보원장
- 2007년 3월: 법무법인 로고스 고문 변호사
- 2007년: 아가페전문위원회 위원장
- 2009년 9월: 헌법재판소 자문위원회 위원
- 2013년 9월 ~ : 한반도 인권과 통일을 위한 변호사모임 고문
- 2021년 12월 ~ 2022년 1월: 국민의힘 새시대준비위원회 상임고문
- 2022년 1월 ~ 2022년 3월: 국민의힘 제20대 대통령선거 선거대책본부 윤석열 대통령 후보 직속 위원회 정권교체 동행 위원회 상임고문

## 역대 선거 결과
| 선거명      | 직책명   | 대수 | 정당           | 득표율 | 득표수    | 결과         | 당락 |
| ----------- | -------- | ---- | -------------- | ------ | --------- | ------------ | ---- |
| 제21대 총선 | 국회의원 | 21대 | 기독자유통일당 | 1.83%  | 513,159표 | 비례대표 2번 | 낙선 |

| 전임 신광옥 | 제42대 법무부 차관 2001년 12월 28일 ~ 2002년 2월 7일 | 후임 한부환 |

| 전임 강금실 | 제56대 법무부 장관 2004년 7월 29일 ~ 2005년 6월 29일 | 후임 천정배 |

| 전임 고영구 | 제27대 국가정보원장 2005년 7월 11일 ~ 2006년 11월 23일 | 후임 김만복 |

## 같이 보기
- 대한민국의 정치
- 대한민국 정부